# 選舉公報
選舉公報是指在選舉投票前夕由選舉委員會印製給選民的報紙，公報上會印有候選人的名冊及政見、投票注意事項等。選舉公報在大部份的民主國家都有，主要是要讓選民知道有哪些候選人參加這場選舉。

## 外部鏈接
- 選舉公報